# Victor Kugler
Victor Kugler (født 5. juni 1900, død 16. december 1981) var en af de personer, som hjalp med at skjule Anne Frank, hendes familie og venner under den nazistiske besættelse af Holland.

## Biografi
Han var født i Hohenelbe, i den tysktalende del af Königgrätz-regionen i det nordøstlige Bøhmen i Østrig-Ungarn (i dag i Tjekkiet). Under den 1. verdenskrig sluttede han sig til den østrigske flåde. 
I 1918 flyttede han til Tyskland og arbejdede som elektriker. I 1920 flyttede han til Utrecht i Holland for at arbejde for en virksomhed, der solgte pektin. Han kom til Amsterdam, som Otto Franks stedfortræder i 1924 og blev hollandsk statsborger i maj 1938.
Han blev arresteret af Gestapo den 4. august 1944, og blev afhørt på Gestapos hovedkvarter i Euterpestraat. Senere samme dag blev han overført til et fængsel for jøder og politiske fanger. Den 7. september blev han flyttet til fængslet på Weteringschans, i en celle sammen med folk, der var idømt dødsstraf. Han blev flyttet igen den 30. december 1944 til Wageningen, hvor han udførte tvangsarbejde indtil den 28. marts 1945.
Hans kone, Laura Kugler, døde den 6. december 1952 og tre år senere blev han gift med Lucie van Langen. Parret flyttede til Canada, hvor hans bror, søster og mor allerede havde opholdt sig.